# 고제덕
고제덕(高齊德, ?~?)은 발해의 관리이다.

## 생애
그는 발해의 수령(首令)으로서 727년 9월에 발해 무왕의 명을 받고 일본과의 첫 교류를 위해 일본에 사신으로 갔지만 에조 경내에 이르렀을 때 공격을 받고 일행 고인의, 덕주, 사나루 등 15명이 죽게되고 본인 포함 9명만이 12월에 나라(奈良)에 도착해 다음해 정월 일왕을 만나고 국서와 선물을 전해주었다.
국서의 내용에는 발해가 다시 고구려의 옛 땅에 세워졌고 부여의 유속(遺俗)이 있음을 강조하고, 담비와 쥐가죽 300장을 보낸다는 등의 내용이 담겨져 있었으며, 그와 8인은 정6위(正六位)의 벼슬을 받고 그들을 위해 잔치가 열렸으며, 비단 20필과 명주 20필, 실 100구, 면 200돈(屯)을 받고 귀국했다.

## 참고 자료
- 고제덕 - 한국민족문화대백과사전